# Cidaphus peruensis
Cidaphus peruensis är en stekelart som beskrevs av Dasch 1974. Cidaphus peruensis ingår i släktet Cidaphus och familjen brokparasitsteklar. Inga underarter finns listade i Catalogue of Life.